# Eduard Moll (Politiker)

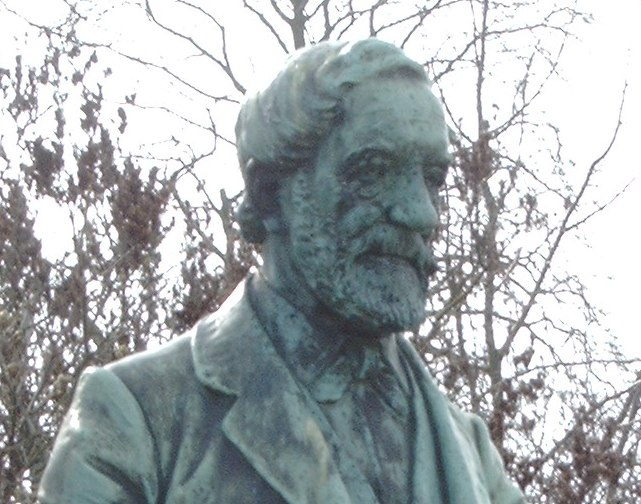
Eduard-Moll-Büste auf dem Mannheimer Hauptfriedhof

Eduard Moll (* 9. März 1814 in Osnabrück; † 18. Oktober 1896 in Mannheim) war von 1870 bis 1891 Oberbürgermeister von Mannheim.

## Leben

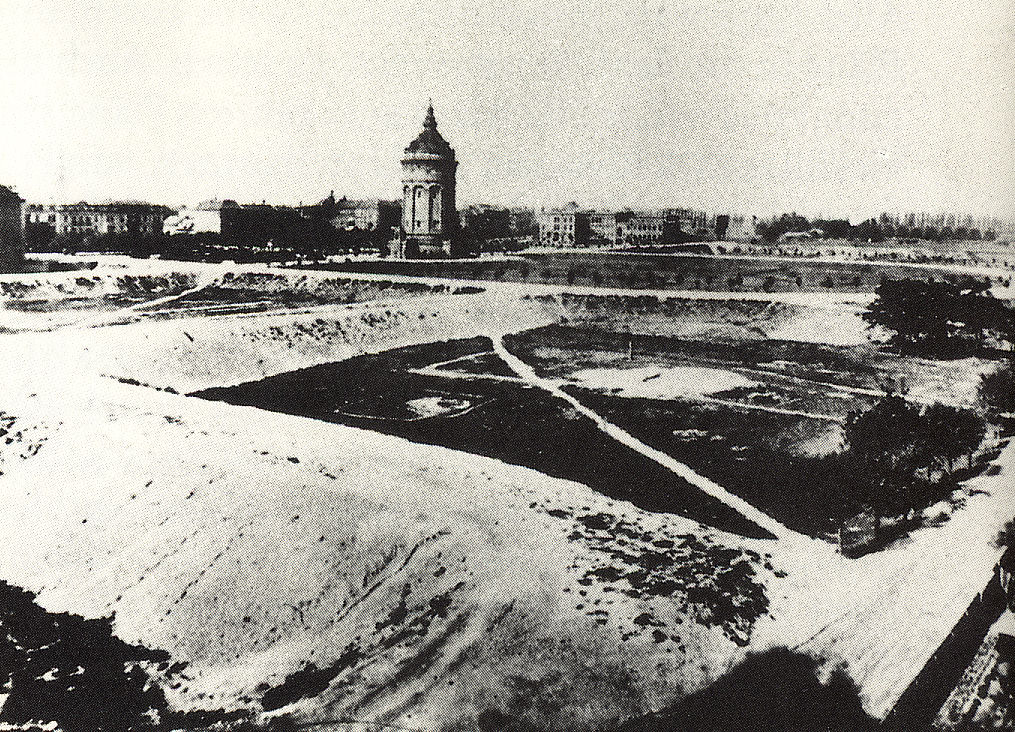
Wasserturm mit projektierter Oststadt 1889

1840 war der Kaufmann Eduard Moll Mitgründer des Unternehmens Helmreich, Moll & Comp., das in Wieblingen Drahtstifte und Springfedern herstellte. 1844 erwarb er das Bürgerrecht in Mannheim. Dort engagierte er sich in der Handelsinnung bzw. der Handelsgenossenschaft. Während der Märzrevolution 1848 war Moll Mitgründer von zwei vaterländischen Vereinen, die für die deutsche Einheit und Freiheit eintraten. 1860 wurde er Mitglied der Mannheimer Handelskammer. Ab 1864 war er Vizepräsident, ab 1866 Präsident (bis 1870).
Ab 1861 war Moll Mitglied des Großen Bürgerausschusses in Mannheim und der Zweiten Kammer der Badischen Landstände (bis 1869). 1864 wurde er in den Stadtrat gewählt. 1870 gewann er gegen den Amtsinhaber Ludwig Achenbach die Wahl zum Ersten Bürgermeister, damals der Titel des Stadtoberhaupts. 1874 ersetzte die neue badische Städteordnung den Titel Erster Bürgermeister durch Oberbürgermeister. Ein Jahr später wurde Moll in sein Amt wiedergewählt, ebenso 1885. Im Sommer 1891 erklärte Eduard Moll aus Altersgründen seinen vorzeitigen Rücktritt.
Moll war Mitglied der Mannheimer Freimaurerloge Carl zur Eintracht.

## Würdigung der politischen Tätigkeit

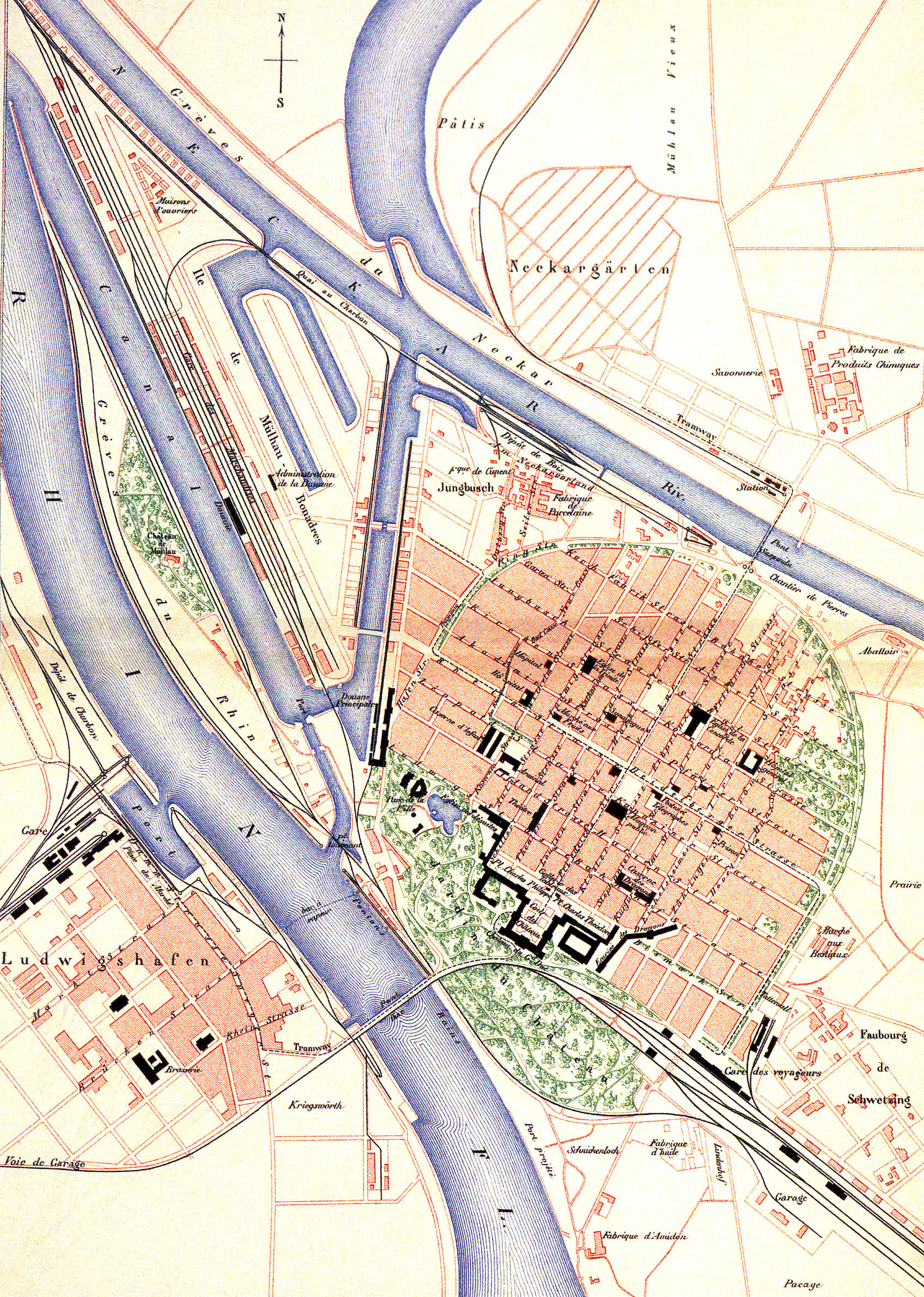
Mannheim im 19. Jahrhundert, nordwestlich die Hafenbecken

Molls 21-jährige Amtszeit, bis heute die zweitlängste eines Mannheimer Stadtoberhaupts, war geprägt von einer ausgesprochen dynamischen Entwicklung der Stadt. Von 1871 bis 1890 stieg die Bevölkerung von 39.600 auf 79.058.
Moll förderte die Wirtschaft, indem er sich für die benötigte Infrastruktur einsetzte. So konnte er 1875 den Mühlauhafen und 1887 den Binnenhafen eröffnen. Der Hauptbahnhof wurde verlegt und 1876 an seiner heutigen Stelle eingeweiht. Außerdem engagierte er sich für die Rheintalbahn, die als direkte Eisenbahnverbindung nach Karlsruhe über Rheinau, Schwetzingen und Hockenheim gebaut wurde.
Die Grundversorgung hatte Moll ebenfalls im Blick. 1880 legte er einen Bericht über die Erbauung des neuen Gaswerkes der Stadt Mannheim vor. 1889 konnte der Wasserturm, heute das Wahrzeichen der Stadt, vollendet und damit erstmals eine zentrale Trinkwasserversorgung aufgebaut werden. Mit der Wahl des Standorts wurde gleichzeitig die Erweiterung der Stadt nach Osten eingeleitet.
Auch die Armenförderung und die Bildung wurden von Moll weiterentwickelt. So konnte 1863 die erste höhere Töchterschule und 1870 die erste konfessionell gemischte Volksschule eröffnet werden.

## Ehrungen
Für sein Lebenswerk erhielt Eduard Moll zahlreiche Auszeichnungen. 1875 wurde ihm das Ritterkreuz I. Klasse, 1891 das Kommandeurskreuz II. Klasse des Ordens des Zähringer Löwen verliehen. Im gleichen Jahr wurde er als erstes Mannheimer Stadtoberhaupt mit der Ehrenbürgerwürde geehrt. In der Oststadt wurde eine Straße nach ihm benannt, ebenso 1900 eine Schule. Darauf zurück geht das Moll-Gymnasium im Niederfeld.